# Pablo Morillo
Pour les articles homonymes, voir Morillo (homonymie).
Pablo Morillo y Morillo, comte de Carthagène et marquis de La Puerta, connu comme le Pacificador, né à Fuentesecas (Espagne) et mort à Barèges (France), est un militaire espagnol. Né le 5 mai 1775, il est baptisé deux jours plus tard. Ses parents, Lorenzo Morillo et Maria Morillo, étaient des paysans.

## Carrière militaire en Espagne
Il s'engagea d'abord comme soldat dans l'infanterie de marine, où il resta 13 ans. Il participa notamment au siège de Toulon, à la bataille du cap Saint-Vincent, et à la bataille de Trafalgar, et finit par obtenir le grade de sergent.
Durant la guerre d'indépendance espagnole, il se distingue en 1808 à la bataille de Bailén, et obtient le grade de lieutenant d'infanterie.
Au début de l'année 1809, il est envoyé en Galice, à la tête d'un soulèvement populaire menant des opérations de guérilla contre l'occupant français. La même année, il obtient la reddition des forces françaises à Vigo, la plus grande ville de Galice. Pour ce fait d'armes, il est fait colonel. Peu après, en juin 1809, il est l'un des artisans de la victoire espagnole à la bataille de Ponte Sampaio. Il devint brigadier (chef de brigade) en 1811 mais fut battu le 16 janvier 1812 à la bataille d'Almagro.
En 1813, il rallie l'armée anglaise d'Arthur Wellesley, Duc de Wellington, et est nommé mariscal de campo (général de brigade). Après la bataille de Vitoria, en juin 1813, il est nommé lieutenant-général (général de division), et son prestige augmente en Espagne.

## L'expédition pacificatrice
À la fin de l'année 1814, le roi Ferdinand VII nomme Morillo chef de l'expédition pacificatrice à destination du Venezuela et de la Nouvelle-Grenade. L'expédition part de Cadix le 15 février 1815. Cette expédition constitua le plus important renfort venu d'Espagne dans la période des Guerres d'indépendance en Amérique du Sud. Elle était constituée de quelque 65 bâtiments principaux, parmi lesquels comptaient 18 navires de guerre, dont un navire de ligne, le San Pedro de Alcántara, de 74 canons. Au total, entre les forces de marine, l'intendance et les troupes de combat, l'expédition comprenait plus de 15 000 hommes, dont 10 612 soldats, organisés en 6 bataillons d'infanterie, 2 régiments de cavalerie, 2 compagnies d'artilleurs, 1 escadron à cheval, et une escouade d'ingénieurs militaires, en plus des armes et des vivres.
Après avoir touché terre le 3 avril 1815 à Puerto Santo, près de Carúpano, à l'est du Venezuela, et avoir rencontré le général Francisco Tomás Morales (es), Morillo réembarque avec 3 000 hommes pour jeter l'ancre le 7 avril à Pampatar, dans l'île Margarita, ultime foyer du patriotisme vénézuélien lidere par Juan Bautista Arismendi, qui se rend presque sans résistance. Après avoir quitté l'île que Morillo se rendit rapidement sur le continent et laissa une petite garnison à Pampatar. Alors qu'il se dirigeait vers Cumaná, le San Pedro Alcántara a explosé, coulant entre Coche et Cubagua le 25 avril. La perte d'un millier de membres d'équipage et d'un million de pesos que transportait le navire signifiaits que Morillo se rendait rapidement sur le continent.  Les troupes de Morillo viennent renforcer les forces royalistes déjà présentes sur le territoire vénézuelien, en entrant dans Cumaná, La Guaira et Caracas en mai. À Puerto Cabello une petite partie du corps principal se met en route vers Panamá, tandis que le reste du contingent se dirige vers la ville côtière néo-grenadienne de Santa Marta qui est toujours sous contrôle royaliste.
Après avoir assuré le ravitaillement et reçu le soutien de volontaires à Santa Marta le 23 juillet, le corps expéditionnaire espagnol assiège la formidable place-forte de Carthagène des Indes. (voir Siège de Carthagène de 1815). Trois mois durant, d'août à 6 décembre 1815, les Carthaginois soutinrent le siège le plus coûteux de leur histoire. Entre 6 300 et 7 000 habitants (presque un tiers de la population d'alors) moururent pendant la bataille, surtout de faim et d'inanition. Après la prise de Carthagène, neuf meneurs patriotes furent condamnés à mort, et un nombre encore inconnu d'habitants de la ville périt au cours des représailles royalistes. Cette période, connue en Colombie comme le Régime de la terreur, fut marquée notamment par la déclaration des caudillos patriotes d'une Guerre à mort aux Espagnols dès janvier 1813.
Ayant repris la Nouvelle-Grenade, Morillo, avec le titre de comte de Carthagène, retourna au Venezuela en 1817, préoccupé par la recrudescence de la guerre. Bolívar, Piar, Páez et d'autres chefs de guerre vénézuéliens avaient repris leurs activités dès le départ de l'armée pacificatrice pour la Nouvelle-Grenade. Pablo Morillo fut choqué par les actions de l'ancien gouverneur de Margarita, à qui il avait épargné la mort, mais qui passa tout de même par le fil de l'épée la garnison espagnole. De plus, son lieutenant, Miguel de la Torre, ne réussit pas à freiner l'invasion de la Guyane en 1817.
En 1818, Bolívar progresse vers Caracas après avoir mis Morillo en déroute à Calabozo, et atteint les Valles de Aragua, menaçant aussi bien Valencia que Caracas. Le rassemblement rapide de l'armée espagnole ainsi que sa supériorité numérique favorisent la contre-attaque de Morillo, qui s'assure le contrôle des deux villes en remportant la bataille de Semén (plus connue sous le nom de troisième bataille de La Puerta). Son commandement, depuis la première ligne de front, lui vaut une blessure de lance à l'estomac, et sa victoire le titre de marquis de La Puerta.
L'année suivante, au mois d'août 1819, Bolívar occupa la ville de Bogota, en Nouvelle-Grenade. Morillo reçut d'Espagne l'ordre de signer un armistice avec les insurgés. Le 27 novembre 1820 à Santa Ana de Trujillo, Morillo signa le Traité d'armistice et de régularisation de la guerre, ce qui mit fin à la période de Guerre à mort qui avait débuté en 1812 au Venezuela et qui fut caractérisée par le non-respect de la vie et des droits des vaincus, et par de violentes représailles contre la population civile par les armées des deux camps.

## Guerra a muerte, la Guerre à mort
En 1813, sous la protection du congrès de Nouvelle-Grenade, les patriotes (indépendantistes de Nouvelle-Grenade et du Venezuela) adoptent le 16 janvier la convention de Carthagène (1813) rédigée par Antonio Nicolás Briceño, qui pose le principe d'une guerre d'extermination contre les Espagnols sur le modèle de la guerre à mort déclarée aux Français pendant la révolution haïtienne (1793-1804). Puis, le 20 mars, la convention est augmentée, à Cúcuta, du décret de guerre à mort, rédigé par Simón Bolívar et Manuel del Castillo.
Dans cette atmosphère de terreur jacobine, plusieurs meneurs de l'insurrection se firent une renommée, et d'autres se livrèrent en personne à certaines exactions. Mais « tous, sans exception, méritèrent la peine de mort prononcée par les tribunaux ». « Malgré la justice avec laquelle le général Morillo exécuta ces sentences, ces moments-là furent certainement les plus douloureux de sa vie ; ses sentiments humanistes étaient bien connus, et il répéta à plusieurs occasions son horreur de verser le sang hors du champ de bataille ».
La répression de Morillo contre la révolution américaine se focalisa sur les meneurs créoles du mouvement indépendantiste, et l'on crut qu'il n'en resterait rien, car une grande partie des idéologues révolutionnaires furent emprisonnés, dispersés, ou passés par les armes. Leurs propriétés et leurs biens furent confisqués ; leurs écrits, leurs proclamations, et même leurs portraits furent voués à l'holocauste et brûlés en place publique. Plusieurs de ces exécutions firent un certain bruit, comme celle de Camilo Torres, ancien président de la confédération, fusillé et décapité, et dont la tête fut exhibée à l'entrée de Bogota, dans le quartier de San Victorino, en sorte d'avertissement, alors que les vautours lui dévoraient le corps.
Parmi les insurgés fusillés le 28 octobre 1816 se trouvait le scientifique néogrenadin et révolutionnaire déclaré don Francisco José de Caldas, dont la mort provoqua un grand mécontentement dans la société de Nouvelle-Grenade, bien que sa totale implication dans l'insurrection et dans les crimes de la Guerre à mort fut finalement prouvée. Une légende raconte que Morillo se serait exclamé « L'Espagne n'a pas besoin de savants », de sorte qu'il fit exécuter la sentence telle qu'elle avait été prononcée, sans gracier les idéologues ni commuer leur peine. Cette exécution, ajoutée à celles d'autres intellectuels, conduisit à l'annulation de l'expédition royale botanique du nouveau royaume de Grenade. Les 6000 planches de l'expédition furent rassemblées dans 105 caisses et embarquées à destination de Madrid. Leur réclamation par l'Espagne les sauvèrent du bûcher, contrairement aux autres gazettes, livres et discours considérés comme hérétiques.
Au cours de la pacification de la Tierra Firme, la stricte application de la loi et des résolutions des tribunaux de justice par Pablo Morillo, aussi bien en Nouvelle-Grenade qu'au Venezuela, éloigna de nombreux chefs de guerre (caudillos) et leurs partisans, des vétérans de Boves et de la Guerre à mort dont les attentes n'avaient pas été satisfaites, et qui durent au contraire se soumettre aux ordonnances militaires venues avec l'armée pacificatrice. D'un autre côté, l'instauration d'un état policier extraordinaire affaiblit davantage encore l'administration coloniale déjà branlante, ce qui lui aliéna d'autant l'aristocratie créole, qui se trouvait contrainte d'entretenir une armée en campagne. Ainsi, malgré le gouvernement autoritaire, Morillo souffrit souvent des carences et des oppositions.

## Le retour en Espagne
Finalement, Pablo Morillo obtient de la capitainerie générale du Venezuela le droit de partir en retraite, qu'il avait sollicité à 16 reprises. Il rentre en Espagne en décembre 1820, en laissant le commandement de l'armée pacificatrice au général Miguel de la Torre. Dans le tableau d'Horace Vernet datant de 1820-1822, , son uniforme est décoré de nombreuses distinctions : à gauche l'ordre de Charles III, 1re classe, et en dessous l'ordre d'Isabelle la Catholique, 1re classe.
Appartenant au camp libéral, fidèle à Ferdinand VII, Morillo est contraint de se réfugier en France après l'Expédition d'Espagne de 1823. En 1832, il est nommé à la tête de la capitainerie générale de Galice, et participe à la première guerre carliste contre les partisans absolutistes de Charles de Bourbon. Morillo ne verra pas la fin de cette guerre, puisqu'il meurt le 27 juillet 1837 à Barèges (Hautes-Pyrénées), à 62 ans, laissant sa veuve et ses cinq enfants sans héritage.
Il fut d'abord enterré au cimetière de Luz-Saint-Sauveur dans les Hautes-Pyrénées, jusqu'à ce que le gouvernement constitutionnel d'Isabelle II obtienne le 8 août 1843 le transfert de sa dépouille au cimetière San Isidro de Madrid, où il repose encore aujourd'hui.

## Voir également
- Guerres d'indépendance en Amérique du Sud
- Siège de Carthagène (1815)
- Histoire de la Colombie
- Troisième bataille de La Puerta (1818)
- Guerre d'indépendance du Venezuela
- morillo, chapeau porté par les royalistes défenseurs de Pablo Morillo